# I Musici
I Musici est un orchestre de chambre italien de Rome, fondé en 1952.

## Présentation
I Musici est un ensemble de onze instrumentistes à cordes et d'un claveciniste fondé en 1952 à Rome par des étudiants de l'Académie Sainte-Cécile sous les auspices de leur professeur Remy Prìncipe.
La formation se produit sans chef d'orchestre mais sous la conduite de leur violon solo, successivement : Félix Ayo (1952-1967), Roberto Michelucci (1967-1972), Salvatore Accardo (1972-1977), Pina Carmirelli (1977-1986), Federico Agostino (1986-1992), Mariana Sirbu (1992-2003), Franco Tamponi (2003-2010) et Antonio Anselmi.
Les musiciens de l'ensemble sont notamment connus pour leurs interprétations d'œuvres baroques, en particulier de Tomaso Albinoni et Antonio Vivaldi. Ils possèdent une collection précieuse d'instruments anciens signés Stradivarius, Amati, Da Salò et Guarnerius, notamment. Leur répertoire s'étend également à la musique du XXe siècle.

## Discographie
Leur premier enregistrement, Les Quatre Saisons de Vivaldi, est le deuxième enregistrement de cette œuvre.
Autres enregistrements : Respighi (Antiche Danze ed Arie per Liuto), Barber (Adagio for Strings op. 11), Bartok (Roumanian Folk Dances), Britten (Simple Symphony op. 4). Violon solo : Roberto Michelucci. LP Philips 835 096 AY.